# Ewa Matyjaszek
Ewa Matyjaszek est une ancienne joueuse de volley-ball polonaise née le 23 avril 1979 à Bytom. Elle mesure 1,76 m et jouait au poste de passeuse. 

## Clubs
| Club                          | De        | À         |
| ----------------------------- | --------- | --------- |
| AZS AWF Poznań                | 2002-2003 | 2003-2004 |
| MKS Dąbrowa Górnicza          | 2004-2005 | 2008-2009 |
| PTPS Piła                     | 2009-2010 | 2009-2010 |
| Gwardia Wrocław               | 2010-2011 | 2011-2012 |
| Armatura Eliteski UE Cracovie | 2012-2013 | 2012-2013 |
| KS Energetyk Poznań           | 2013-2014 | 2014-2015 |
| AZS KU Politechniki Opolskiej | 2015-2016 | 2015-2016 |

## Palmarès
- Championnat de Pologne
  - Finaliste : 2003.